# Amunds mosse
Amunds mosse, auch als Kvistorpsmossen bezeichnet, ist ein Moor auf der schwedischen Ostseeinsel Öland.
Das in der Inselmitte, westlich von Åstad und südwestlich von Kvistorp gelegene Moor ist kalkreich. In dem Sumpfgebiet fanden Entwässerungsmaßnahmen statt. Im Nordteil finden sich feuchte, freie Grasflächen, die zum Teil landwirtschaftlich bestellt werden. Der südliche Teil wird von Schneidried dominiert. Nur einige bewaldete Inseln ragen heraus. Weite Teile des Gebiets sind, vor allem wegen der hier brütenden Wiesenweihe als Vogelschutzgebiet ausgewiesen.
Neben dem Schneidried gibt es auch Böden mit Rostrotem Kopfried sowie unter Schutz stehende Orchideen. Für die Fauna ist der Springfrosch typisch.
Südwestlich des Moors liegt die bekannte prähistorische Burg Ismantorps borg.